# バングラデシュの首相
バングラデシュの首相（ベンガル語: বাংলাদেশের প্রধানমন্ত্রী）は、バングラデシュの政府の長たる首相である。

## 概要
建国から一貫して、首相が行政権を握っている。象徴的な存在である大統領に代わり、内政に対して責任を負う。1996年、2006年から2009年までは首席顧問が代行を務めることになっていた。選出するには、国会の承認が必要である。
憲法によれば、首相は選挙管理委員会が実施する議会総選挙における有権者の投票率の結果に基づいて、大統領が任命される。首相は以下の官職を兼任する。
主な兼職
- 国会院内総務 - 政府業務の管理、活動調整を担当[3]。
- 電力・エネルギー・鉱物資源担当大臣
- 国防大臣 - 大統領と共に国防の責任を負う。

## 継承
首相が辞任・死亡・職務不能の時は、暫定政府首席顧問（英語: Chief Adviser、ベンガル語: বাংলাদেশের প্রধান উপদেষ্টা）が首相代行となることが2011年まで定められていた。シェイク・ハシナは同年の選挙後、国会で暫定政府首席顧問の廃止案を可決させ、首席顧問の廃止が成立した。
しかし、シェイク・ハシナが2024年の反政府デモで失脚したため、同年8月6日にムハマド・ユヌスが暫定政府首席顧問に就くことが決定した。13年ぶりのポスト復活となる。

暫定政府首席顧問旗
暫定政府首席顧問章

## 歴代首相一覧
| 代                                         | 肖像 | 氏名                               | 就任日         | 退任日         | 所属政党                 | 備考                                                                 |
| ------------------------------------------ | ---- | ---------------------------------- | -------------- | -------------- | ------------------------ | -------------------------------------------------------------------- |
| 1                                          |      | タジュディン・アフマド             | 1971年4月17日  | 1972年1月12日  | アワミ連盟               |                                                                      |
| 2                                          |      | シェイク・ムジブル・ラフマン       | 1972年1月12日  | 1975年1月25日  | アワミ連盟               |                                                                      |
| 3                                          |      | ムハンマド・マンスール・アリ       | 1975年1月25日  | 1975年8月15日  | アワミ連盟               |                                                                      |
| （1975年8月15日から1979年4月15日まで廃止） |      |                                    |                |                |                          |                                                                      |
| 4                                          |      | シャー・アジズール・ラーマン       | 1979年4月15日  | 1982年3月24日  | アワミ連盟               |                                                                      |
| （1982年3月24日から1984年4月30日まで廃止） |      |                                    |                |                |                          |                                                                      |
| 5                                          |      | アタール・ラーマン・カーン         | 1984年3月30日  | 1986年7月9日   | 国民党                   |                                                                      |
| 6                                          |      | ミザヌール・ラーマン・チョードリー | 1986年7月9日   | 1988年3月27日  | 国民党                   |                                                                      |
| 7                                          |      | ムドゥド・アーメド                 | 1988年3月27日  | 1989年8月12日  | 国民党                   |                                                                      |
| 8                                          |      | カジ・ザファル・アーメド           | 1989年8月12日  | 1990年12月6日  | 国民党                   |                                                                      |
| （1990年12月6日から1991年3月20日まで廃止） |      |                                    |                |                |                          |                                                                      |
| 9                                          |      | カレダ・ジア                       | 1991年3月20日  | 1996年3月30日  | バングラデシュ民族主義党 |                                                                      |
| -                                          |      | ムハンマド・ハビブル・ラーマン     | 1991年3月20日  | 1996年3月30日  |                          | 代行（首席顧問）                                                     |
| 10                                         |      | シェイク・ハシナ                   | 1996年6月23日  | 2001年3月30日  | アワミ連盟               |                                                                      |
| -                                          |      | ラティフル・ラーマン               | 2001年7月15日  | 2001年10月10日 |                          | 代行（首席顧問）                                                     |
| 11                                         |      | カレダ・ジア                       | 2001年10月10日 | 2006年10月29日 | バングラデシュ民族主義党 |                                                                      |
| -                                          |      | イアジュディン・アハメド           | 2006年10月29日 | 2007年1月11日  | 無所属                   | 代行（大統領兼首相代行）                                             |
| -                                          |      | ファフルディン・アハメド           | 2007年1月12日  | 2009年1月6日   | 無所属                   | 代行（首席顧問）                                                     |
| 12                                         |      | シェイク・ハシナ                   | 2009年1月6日   | 2024年8月5日   | アワミ連盟               | 2024年バングラデシュクオータ制度改革運動から派生した反政府デモで失脚 |
| （2024年8月5日から8月8日まで空席）         |      |                                    |                |                |                          |                                                                      |
| -                                          |      | ムハマド・ユヌス                   | 2024年8月8日   | （現職）       | 無所属                   | 代行（首席顧問）                                                     |